# Jenny Meirens
Jenny Meirens (1945 – Puglia, 2017) was een pionier in de Belgische mode. Meirens opende in 1983 een multimerkenboetiek op de Brusselse Vismarkt waar ze naast Belgische ook internationale avant-gardedesigners verkocht. In 1988 richtte ze samen met ontwerper Martin Margiela Neuf Sarl op, het bedrijf achter hun modehuis Maison Martin Margiela. Hoewel Jenny Meirens geen economische achtergrond heeft, nam ze de zakelijke leiding van het Maison op zich. Toen ze met pensioen ging in 2002 werd het verkocht aan Only the Brave, een bedrijf van Renzo Rosso. Martin Margiela bleef nog artistiek directeur tot 2009.

## Loopbaan
Jenny Meirens startte haar carrière in de mode in 1983 met de oprichting van haar multimerkenboetiek Créa, gelegen op het Sint-Katelijneplein in het centrum van Brussel. Hier verkocht ze avant-garde ontwerpers als France Andrevie, Beretta en Nina Meert. Later verkocht ze ook Japanse labels zoals Yohji Yamamoto en Comme des Garçons.  In datzelfde jaar werd Meirens gevraagd te zetelen in de jury voor de Gouden Spoel, de Belgische modeprijzen die kaderden in de campagne ‘Mode, dit is Belgisch’, om de Belgische mode te promoten. Hier ontdekt ze het werk van Martin Margiela, die de tweede plaats behaalt (na ontwerper Dirk Van Saene). Margiela’s ontwerpen krijgen vanaf dan een plaats in de boetiek van Meirens. 

## Maison Martin Margiela
Naast het zakelijke aspect, was Meirens medeverantwoordelijk voor een aantal bepalende beslissingen die het huis op de internationale modekaart zouden zetten, zoals het gebruik van een blanco wit etiket in de kleding (met de inmiddels iconische vier witte stiksels), om zo de aandacht op de kledij te houden in plaats van op de designer.  Haar idee was dat dit het mysterie rond de ontwerpen enkel groter zou maken. Zowel Meirens als Margiela bleven dan ook quasi volledig anoniem tijdens hun samenwerking. 
Ze drukte ook haar stempel op de showpresentaties van Maison Martin Margiela, die afweken van de klassieke presentaties. Modeshows vonden plaats op verlaten en verloederde plekken in Parijs, zoals een verlaten speelplaats en de begraafplaats van Montmartre. De modellen werden, net zoals de oprichters, anoniem gemaakt zodat er uitsluitend gefocust kon worden op de getoonde ontwerpen. Ze schopten keet door bij hun tweejaarlijkse modeshows geen zitplaatsen toe te wijzen, waardoor vooraanstaande modejournalisten en aankopers niet noodzakelijk de beste plaats kregen. 